# Ivica Grlić
Ivica Grlić (ur. 6 sierpnia 1975 w Monachium) – bośniacki piłkarz występujący na pozycji pomocnika.

## Kariera klubowa
Swoją karierę rozpoczął w wieku juniorskim w zespołach DSC München oraz Bayern Monachium. Następnie występował w rezerwach Bayernu oraz rezerwach TSV 1860 Monachium, a w 1997 przeszedł do drugoligowej Fortuny Köln. W 2. Bundeslidze zadebiutował 22 sierpnia 1997 w zremisowanym 1:1 pojedynku z SpVgg Greuther Fürth. W sezonie 1999/2000 zajął z Fortuną 16. miejsce w lidze, skutkujące spadkiem do Regionalligi, wówczas jednak odszedł z klubu.
W połowie 2000 roku został zawodnikiem pierwszoligowego 1. FC Köln. Swój pierwszy mecz w Bundeslidze rozegrał 29 października 2000 przeciwko VfB Stuttgart (3:2). W zespole Köln spędził sezon 2000/2001, podczas którego zagrał tam w dwóch ligowych spotkaniach.
W 2001 przeniósł się do drugoligowej Alemannii Aachen. W sezonie 2003/2004 dotarł z klubem do finału Pucharu Niemiec, w którym Alemannia przegrała 2:3 z Werderem Brema. W 2004 odszedł do zespołu ligowego rywala – MSV Duisburg. W sezonie 2004/2005 awansował z klubem do Bundesligi. 21 września 2005 w przegranym 2:3 spotkaniu z Herthą Berlin zdobył swoja pierwszą bramkę w Bundeslidze. W sezonie 2005/2006 spadł z klubem do 2. Bundesligi, ale w następnym ponownie awansował z nim do wyższej ligi. Sezon 2007/2008 zakończył się kolejnym spadkiem MSV do 2. Bundesligi. Na tym szczeblu Grlić występował do końca kariery w 2011.
| Sezon   | Klub             | Kraj   | Rozgrywki                | Mecze | Bramki |
| ------- | ---------------- | ------ | ------------------------ | ----- | ------ |
| 1997/98 | SC Fortuna Köln  | Niemcy | 2. Bundesliga            | 28    | 4      |
| 1998/99 | SC Fortuna Köln  | Niemcy | 2. Bundesliga            | 32    | 2      |
| 1999/00 | SC Fortuna Köln  | Niemcy | 2. Bundesliga            | 24    | 3      |
| 2000/01 | 1. FC Köln       | Niemcy | Bundesliga               | 2     | 0      |
| 2001/02 | Alemannia Aachen | Niemcy | 2. Bundesliga            | 25    | 2      |
| 2002/03 | Alemannia Aachen | Niemcy | 2. Bundesliga            | 32    | 5      |
| 2003/04 | Alemannia Aachen | Niemcy | 2. Bundesliga            | 32    | 7      |
| 2004/05 | MSV Duisburg     | Niemcy | 2. Bundesliga            | 31    | 3      |
| 2005/06 | MSV Duisburg     | Niemcy | Bundesliga               | 13    | 1      |
| 2006/07 | MSV Duisburg     | Niemcy | 2. Bundesliga            | 24    | 7      |
| 2007/08 | MSV Duisburg     | Niemcy | Bundesliga               | 28    | 5      |
| 2008/09 | MSV Duisburg     | Niemcy | 2. Bundesliga            | 25    | 3      |
| 2009/10 | MSV Duisburg     | Niemcy | 2. Bundesliga            | 26    | 5      |
| 2010/11 | MSV Duisburg     | Niemcy | 2. Bundesliga            | 20    | 3      |
|         |                  |        | Łącznie w Bundeslidze    | 43    | 6      |
|         |                  |        | Łącznie w 2. Bundeslidze | 299   | 45     |

## Kariera reprezentacyjna
W reprezentacji Bośni i Hercegowiny zadebiutował 28 kwietnia 2004 w wygranym 1:0 towarzyskim meczu z Finlandią, a 18 sierpnia 2004 w zremisowanym 1:1 towarzyskim pojedynku z Francją strzelił swojego pierwszego gola w kadrze. W latach 2004–2006 w drużynie narodowej rozegrał 16 spotkań i zdobył dwie bramki.

## Kariera trenerska
W 2012 był tymczasowym trenerem zespołu MSV Duisburg i 31 sierpnia poprowadził go w przegranym 0:3 meczu 2. Bundesligi z TSV 1860 Monachium.